# John Hill

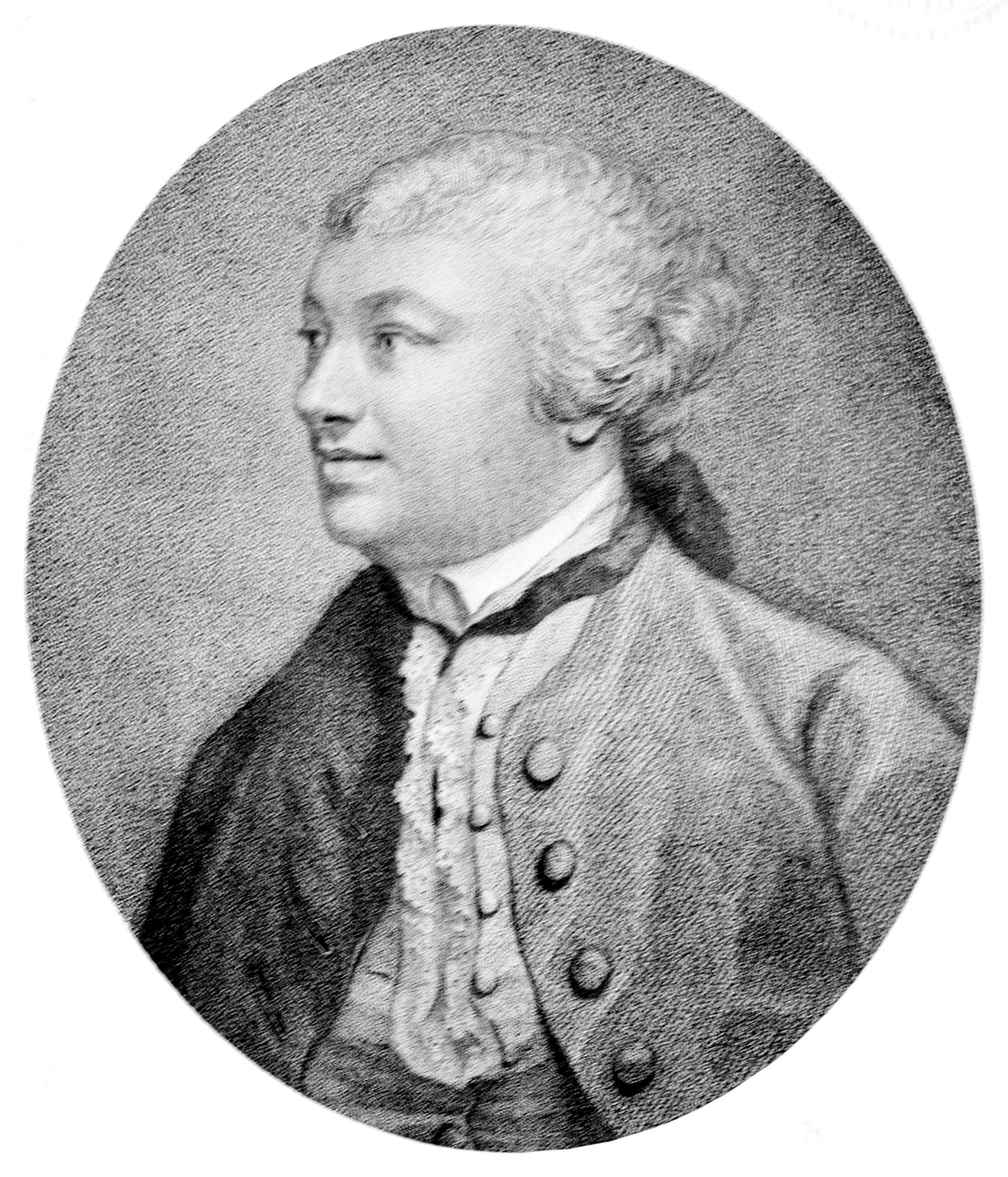
John Hill

John Hill (* um 1716 vermutlich in Peterborough, Northamptonshire; † 21. November 1775 in London) war ein englischer Apotheker, Arzt, Botaniker und Schriftsteller. Sein offizielles botanisches Autorenkürzel lautet „Hill“.

## Leben und Wirken
Er war ausgebildeter Apotheker und hatte einen Laden in Westminster. Außerdem hatte er einen medizinischen Abschluss aus Edinburgh. Er reiste weit in Großbritannien auf der Suche nach seltenen Pflanzen und erwarb sich einen Ruf für seine aus Naturpflanzen zusammengesetzten Arzneien.
Hills erste Veröffentlichung war eine Übersetzung von Theophrasts Geschichte der Steine (1746). Seine Veröffentlichungen umfassen über 70 Werke. Darunter das umfangreiche botanische Werk The vegetable system in 26 Bänden mit Abbildungen auf 1600 Kupfertafeln. Dafür erhielt er 1774 den Wasaorden. Es entstand auf Anregung seines Patrons Lord Bute und beschäftigte ihn 1759 bis 1775.
Er war Herausgeber des British Magazine (1746–1750) und schrieb zwischen 1751 und 1753 unter dem Pseudonym The Inspector eine tägliche Kolumne für die Zeitung London Advertiser and Literary Gazette, womit Hill als weltweit erster Zeitungskolumnist gilt. Neben wissenschaftlichen Werken schrieb er Romane und Schauspiele und wirkte am Supplement von Ephraim Chambers’ Cyclopaedia mit. Im Jahr 1761 wurde er zum Mitglied der Leopoldina gewählt.
Nachdem eine Aufnahme in die Royal Society fehlschlug begann er gegen diese und in den Philosophical Transactions veröffentlichte Artikel anonym zu polemisieren. Er war in literarische Streitigkeiten verwickelt (so mit Henry Fielding und David Garrick).
Von ihm stammt der erste Bericht (1761) über den Zusammenhang von Krebs und Tabak. Er beobachtete den an seinen Patienten (Schnupftabak und Nasenkrebs).

## Taxonomische Ehrung
Nach ihm wurde die Pflanzengattung Hillia Jacq. aus der Familie der Rötegewächse (Rubiaceae) benannt.

## Schriften (Auswahl)
- A general natural history: or, new and accurate descriptions of the animals, vegetables, and minerals of the different parts of the world […]. Thomas Osborne, London 1751 (online).
- The British herbal: an history of plants and trees, natives Britain, cultivated for use, or raised for beauty. London 1756 (online)
- Eden: or, a compleat body of gardening. London [1756]–1757 (online).
- The Vegetable System… 26 Bände, 1759–1775.
- Flora britanica: sive, Synopsis methodica stirpium britanicarum. London 1760 (online).
- The sleep of plants. 1757, 2. Auflage 1762, deutsche Ausgabe 1768
- Exotic botany illustrated, in thirty-five figures of curious and elegant plants. London 1759 (online).
- Hortus Kewensis. 1768 und 1769
- Herbarium Britannicum… 1769–1770.
- The construction of timber… 1770.
- A decade of curios insects. London 1773 (aus Teilen verschiedener Insekten zusammengebastelte, künstliche, kuriose Kreaturen).